# 馬爾梅第戰役
《馬爾梅第戰役》（英語：Saints and Soldiers）是一部2003年的戰爭劇情片，由瑞安·利托執導，利托和亞當·阿貝爾製作，大致改编自突出部之役期間馬爾梅迪大屠殺之後发生的事情，讲述由柯賓·阿爾瑞德、亞歷山大·波林斯基、賴瑞·貝格比和彼得·荷頓主演的四名美國士兵將一名擁有重要情報的英國飛行員送回盟軍前線的故事。
在研究了第二次世界大戰和突出部之役後，利托於2003年1月在猶他州開始拍攝。拍攝歷時30天。利托和阿貝爾招募了一群二戰重演者，他們自願提供服務、服裝和道具，節省了製作成本。Excel Entertainment在电影节放映了這部電影，以便在向公眾上映之前進行宣傳。這部電影榮獲超過15個影展的多項最佳影片獎。
評論界普遍對影片的訊息、故事、表演（尤其是阿爾瑞德和波林斯基）、产值和動作場面給予了積極的讚揚。儘管劇本、節奏以及與摩爾門教的聯繫受到了一些評論家的批評，但一些電影學者認為，虽然主題與後期聖徒運動有關，但這部電影仍然吸引了廣泛的觀眾。
這部電影的成功，推出了同名電影系列，有三個獨立的續集。

## 劇情
1944年突出部之役期間，德軍向美國戰俘開火，造成許多試圖逃跑的士兵死亡，這就是所謂的馬爾梅迪大屠殺。軍醫史蒂文·古尔德（亞歷山大·波林斯基飾）與“執事”内森·格里尔下士（柯賓·阿爾瑞德飾）成功逃脫。古尔德和執事身邊還有另外兩名倖存者，分别是古尔德所在部隊的士兵舍尔·肯德里克（賴瑞·貝格比飾）和執事的密友戈登·冈德森中士（彼得·荷頓飾）。四人偶然發現了英國皇家空軍飛行中士奥伯伦·温利（柯比·海伯恩飾）。温利解釋說，他掌握了重要情報，必須找到盟軍，众人決定嘗試到達約20英里（32）外的盟軍防線。众人與德國軍隊、冬季風暴和個人衝突作戰，將温利送回盟軍部队。

## 奖项
《馬爾梅第戰役》榮獲2004年石溪影展評審團最佳影片獎。此外，該片還在其他13個電影節上獲得了最佳影片獎。本片於2004年獲得第20屆電影獨立精神獎最佳處女作提名，輸給了《情歸紐澤西》。

## 续集
獨立續集《聖戰士II-空降部隊》於2012年8月17日發行。